# Гизела Агнес фон Рат
Гизела Агнес фон Рат (на немски: Gisela Agnes von Rath; Gisela Agnes Gräfin von Nienburg; * 9 октомври 1669 в Кл.-Вюлкниц; † 12 март 1740 в Нинбург) е германска благородничката и чрез женитба от 1694 г. имперска графиня на Нинбург и от 1692 г. княгиня на Анхалт-Кьотен, от 1704 до 1715 г. регентка на Анхалт-Кьотен.
Тя е дъщеря на Балтазар Вилхелм фон Рат и съпругата му Магдалена Доротее фон Вутенау.
Нейният дядо е офицер Вилхелм фон Рат († 1641) през Тридесетгодишната война е командир на войската на Анхалт-Кьотен при княз Лудвиг I фон Анхалт-Кьотен.
Гизела Агнес се омъжва тайно на 30 септември 1692 г. в Нинбург морганатично за княз Емануел Лебрехт фон Анхалт-Кьотен (1671 – 1704). Император Леополд I издига Гизела Агнес през 1694 г. на имперска графиня на Нинбург. През 1698 г. децата им официално са признати от князете на Анхалт и 1699 г. от императора. Нейният съпруг умира на 33 години на 30 май 1704 г. Според неговото завещанияе от 1702 г. княгиня Гизела Агнес поема опекунството над непълнолетния им син Леополд от 1704 до 1715 г.
Тя умира на 12 март 1740 г. на 69 години.

## Деца
Гизела Агнес и Емануел Лебрехт фон Анхалт-Кьотен имат децата:
- Август Лебрехт (1693 – 1693)
- Леополд (1694 – 1728), княз на Анхалт-Кьотен (1704 – 1728), женен

I. ∞ на 11 декември 1721 г. за принцеса Фридерика Хенриета фон Анхалт-Бернбург (1702 – 1723)
II. ∞ 1728 г. за принцеса Шарлота Фридерика фон Насау-Зиген (1702 – 1785)
- Елеонора Вилхелмина (1696 – 1726)

I. ∞ на 15 февруари 1714 принц Фридрих Ердман фон Саксония-Мерзебург (1691 – 1714)
II. ∞ на 24 януари 1716 херцог Ернст Август I фон Саксония-Ваймар (1688 – 1748)
- Август Лудвиг (1697 – 1755), княз на Анхалт-Кьотен (1728 – 1755), женен

I. ∞ 1722 г. за Агнес Вилхелмина фон Вутенау (1700 – 1725),
II. ∞ на 14 януари 1726 г. за графиня Христина Йохана Емилия фон Промниц-Плес (1708 – 1732)
III. ∞ на 21 ноември 1732 г. за графиня Анна Фридерика фон Промниц-Плес (1711 – 1750)
- Гизела Августа (1698 – 1698)
- Христиана Шарлота (1702 – 1745)

## Роман
- Friedrich Heine: Gisela Agnes, ein kulturhistorischer Roman. Cöthen: Schettler 1909.